# José Eriberto Rodrígues
José Eriberto Rodrígues, es un ciclista brasileño nacido el 15 de abril de 1984 en Natal.

## Palmarés
2010
- 1 etapa del Tour de Santa Catarina

2011
- 1 etapa de la Vuelta de Gravataí
- Tour de Brasil/Vuelta del Estado de San Pablo, más 1 etapa

2014
- 1 etapa del Tour de Brasil/Vuelta del Estado de San Pablo